# لئونید بیلفسکی
لئونید بیلفسکی یک مربی فوتبال اهل کشور روسیه است. بیلفسکی سابقه مربی‌گری در ایران و در تیم استقلال تهران را دارد.

## دوران حرفه‌ای

### حضور در استقلال
در ۱۳۷۳ و برای حضور در چهارمین دوره جام آزادگان بیلفسکی به عنوان مربی استقلال برگزیده شد. وی جانشین رضا نعلچگر شد. استقلال در دوران بیلفسکی نتایج خوبی کسب نکرد و در هشت بازی چهار برد و چهار باخت به دست آورد و بعد از سومین شکست پیاپی در برابر تیم سایپا از کار برکنار شد. نصرالله عبداللهی جانشین وی شد. استقلال نهایتاً در آن فصل دوم شد و عنوان قهرمانی به سایپا رسید.
بیلفسکی بعد از رایکوف، جکیچ و سکوموروخوف چهارمین مربی خارجی تاریخ باشگاه استقلال بود.

## عملکرد بیلفسکی در استقلال
| عنوان بازی  | تعداد بازی | برد | مساوی | باخت | گل‌زده | گل‌خورده | درصد برد |
| ----------- | ---------- | --- | ----- | ---- | ----- | ------- | -------- |
| لیگ آزادگان | ۸          | ۴   | ۰     | ۴    | ۱۱    | ۱۱      | ۵۰٪      |